# 飯盛山城 (備前国)
飯盛山城（いいもりやまじょう）は、岡山県備前市加賀美（八塔寺ふるさと村）にあった日本の城。

## 概要
標高500mのに小高い山に築かれた山城である。永正16年（1519年）に赤松義村の家臣、宍粟作十郎則高が拠守した。上月城の支城として、三石城の浦上村宗に対抗した。しかし、浦上村宗の家臣である真木越前守の攻撃に敗北した。